# مرفأ فوتامي (طوكيو)

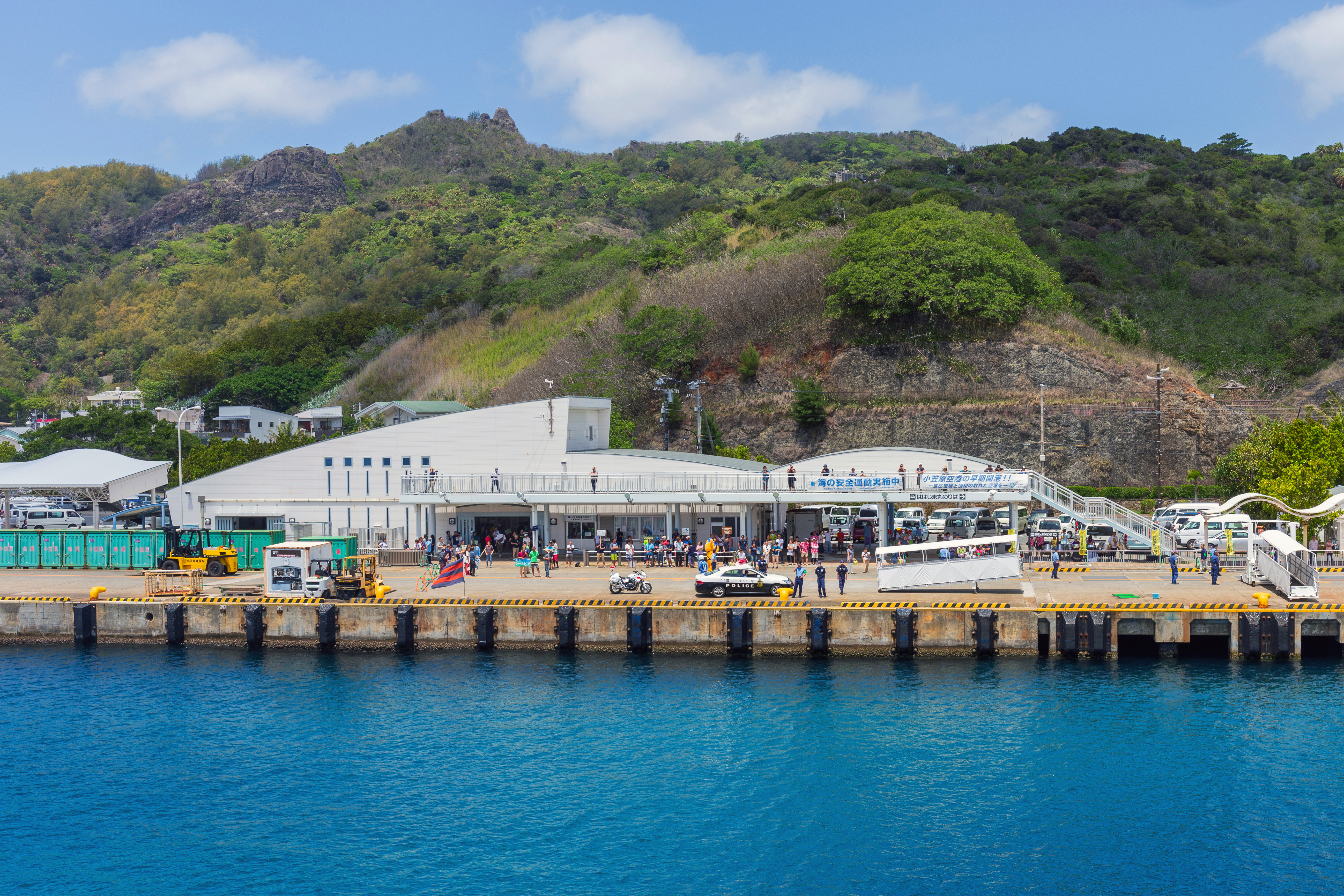
منطقة انتظار الركاب "أوغاساوارا مارو".

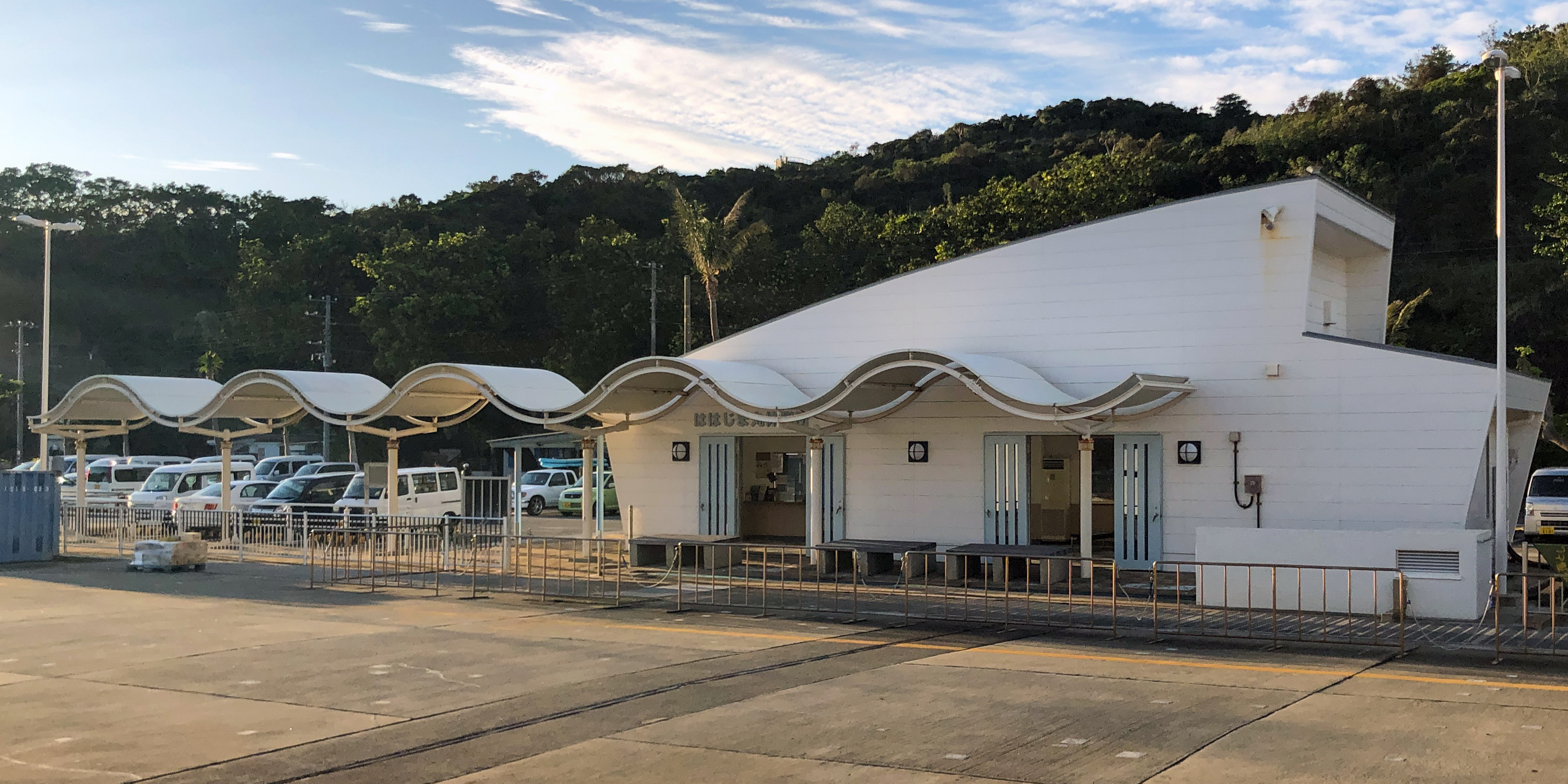
منطقة انتظار الركاب "هاهاجيما مارو".

ميناء فوتامي (باليابانية:ふたみこう) هو ميناء محلي يقع في جزيرة تشي تشي جيما، التابعة لقرية أوغاساوارا في طوكيو. وِفقًا للوائح قانون الإحصاء الخاص بتصنيف الموانئ، يُصنَّف الميناء كميناء من النوع "ب". كما يُعتبر ميناءً للدخول والخروج بموجب قانون إدارة الهجرة واللاجئين، وميناءً للحجر الصحي بموجب قانون الحجر الصحي وكذلك يُتناول في هذا المقام ذكر ميناء الصيد المجاور فوتامي (ふたみぎょこう)، بما يشمله من خصائص ومزايا، توضيحًا لما فيه من منفعة وبيانًا لموقعه المتصل بهذا الميناء.

## توضيح و عرض

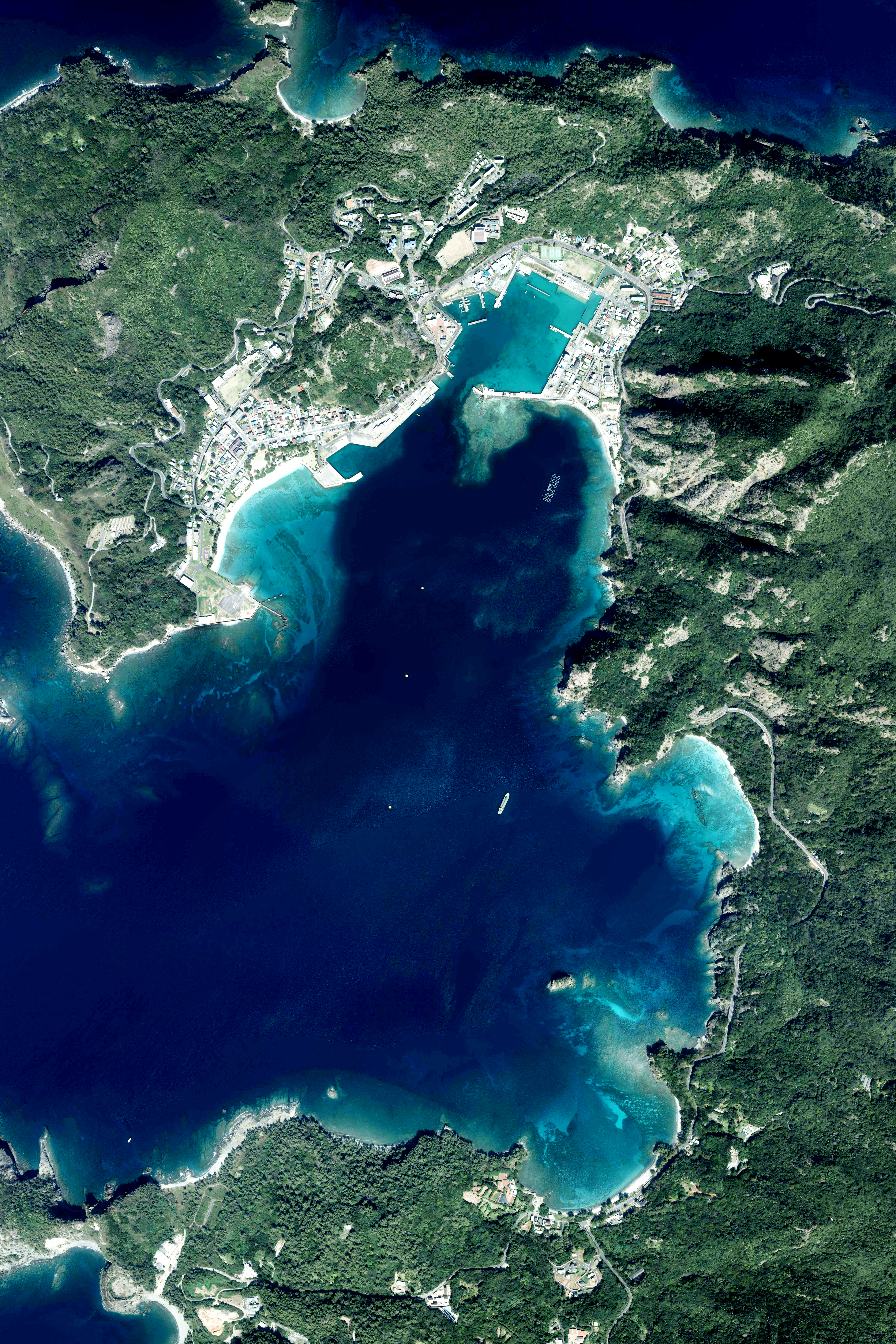
مشهد جوي لمنطقة ميناء فوتامي،وقد أُنشئ هذا التصوير بعناية استنادًا إلى صور جوية مقدمة من معهد المسح الجغرافي التابع لوزارة الأراضي والبنية التحتية والنقل والسياحة

يقع ميناء فوتامي في عمق خليج فوتامي الممتد على الجانب الغربي من جزيرة تشي تشي جيما، حيث يمتد مدخل الخليج لمسافة تُقارب 2 كيلومتر، ويتوغل في عمق الجزيرة لحوالي 4 كيلومترات. يتميز بمياهه التي تصل أعماقها إلى نحو 40 مترًا، مما يجعله ميناءً طبيعيًا بديعًا، قادرًا على استقبال السفن الكبيرة واحتضانها بأمان.
وعلى بُعد يقارب 1000 كيلومتر عن البر الرئيسي، تقف قرية أوغاساوارا، بلا مطار مدني يُمكن للناس استخدامه. وهكذا، تُصبح السفن الوسيلة الوحيدة للانتقال إليها .ولهذا السبب أصبح الميناء مركزًا للنقل يربط بين البر الرئيسي والقرية. وهي كذلك ملاذٌ آمن، وقاعدة للإخلاء والاستراحة، وموئلٌ للإمداد بما يحيطها من مياه " وفي رحاب هذا الميناء، ترسو زوارق الدورية التابعة لمكتب خفر السواحل للمنطقة الثالثة، ومنها الزورق الحارس (ميكازوكي)، والقارب المراقب (سازانكروس)،.
وفي عام 2021 (العام الثالث من عهد رييوا)، بلغ عدد السفن التي أرسَت وأبحرت (8,424 سفينة)، بحمولة إجمالية (1,010,655 طنًا). أما الركاب، فقد بلغ عددهم (78,068 نفسًا)، منهم (38,884) ركبوا متن السفن، و(39,184) وطأت أقدامهم أرض الميناء.
وأما تسمية خليج فوتامي، فقد اشتُقَّت من الصخور التي تُشبه تلك القائمة عند فوتامي أورا في مدينة إيسي بمحافظة ميه اليابانية، حيث تقف صخرة تشبه (صخرة الزوجين) داخل الخليج، شاهدة على هذا التشابه. وقد أصبحت تلك الصخرة الآن جزءًا من حاجز الأمواج الذي يحمي ميناء الصيد.

## تاريخ
في عهد إيدو، سنة 1670 (كانبون العاشرة)، تحطمت سفينة محملة بالبرتقال كانت مبحرة من مقاطعة كي صوب إيدو، فانتهى بها المطاف إلى أن جنحت و جُرفت إلى جزيرة هاهاجيما الحالية. وهذا يُعدُّ أول نزولٍ لليابانيين في جزر أوغاساوارا، مما دُوِّن في السجلات وحُفظ في كتب التاريخ. فقد قام صاحب البضاعة، "تشوإيمون" ومن معه من القوم، بصنع سفينة صغيرة جديدة، وعادوا بها إلى البر الرئيسي، وأخبروا بما جرى إلى حاكم شيمودا. روعلى ذلك بعثت حكومة إيدو الملاح "إيتشيزايمون شيماتاني"، وهو من ناغاساكي ممن تعلم فنون الملاحة على النهج الغربي، لاستكشاف جزر أوغاساوارا ومسح معالمها في عام 1675 (  وقد سُمِّي خليج فوتامي بهذا الاسم في تلك الحقبة، مع تسمية جزيرة تشي تشي جيما وهها جيما وسائر الجزر معها. جنب مع جزر أخرى مثل تشيتشي جيما وهاهاجيما. وغير أن الحكومة آنذاك (عزمت!) على إرسال بعثات لتفقد جزر أوغاساوارا، لكن الأمر لم يتحقق،  وظل الحال على فتورٍ في شأن استيطان الجزر أو إعلان سيادتها عليها.
ومع دخول القرن التاسع عشر، اشتد نشاط صيد الحيتان في المحيط الهادئ، وأصبحت المياه القريبة من جزر أوغاساوارا موئلًا مثاليًا لهذا الصيد، وتواترت السفن الأوروبية والأمريكية على ارتيادها، وفي عام 1827 أبحرت السفينة الحربية البريطانية "بلوسوم" بقيادة فريدريك ويليام بيتشي إلى أوغاساوارا، حيث أطلق على جزيرة تشي تشي جيما اسم "جزيرة بيل" (Peel Island)، وعلى جزيرة هها جيما اسم "جزيرة بيلي" (Bailey Island)، كما سمَّى خليج فوتامي باسم "ميناء لويد" (Port Lloyd). فبلغت هذه الأخبار إلى جزر هاواي، فدعا ذلك الأمريكي ناثانيال سافري ومن معه من المقيمين هناك إلى النزول في جزيرة تشيتشيجيما، فكانوا أول من استوطن فيها استيطانًا دائمًا في أرض أوغاساوارا، وأُبلغ عن وجود سافري ومن معه من المستوطنين إلى حكومة الشوغون، وذلك عبر قوم من مقاطعة موتسو جرفتهم الأمواج إلى شواطئ جزيرة تشيتشيجيما في عام 1840 (السنة الحادية عشرة من عهد تينبو)، ثم عادوا إلى البر الرئيسي.
وفي عام 1853، أقبل ماثيو بيري، قائد البحرية الأمريكية، في رحلة جريئة ليضغط على حكومة الشوغون لفتح أبواب اليابان المغلقة، فنزل بجزيرة تشيتشيجيما في طريقه، واشترى من سافري قطعة أرض في ميناء لويد ليقيم فيها قاعدة لتخزين الفحم، وكتب في مذكراته قائلاً: إن دخول السفن إلى هذا الميناء ميسّر وآمن، وهو ميناء يُعد من أيسر المرافئ وأكثرها منفعة، وأعلن في تقاريره للبحرية: إن ميناء لويد هو الأنسب لتخزين الفحم ومرسى السفن البخارية. ومن أخبار بيري، تجلّت لحكومة الشوغون الحقيقة حول وجود مستوطنين أجانب في أوغاساوارا، فأعدّت عدتها لاستعادة سيادتها على الجزر، وفي عام 1862 (السنة الأولى من عهد بونكيو)، أرسلت الحاكم ميزونو تاداتوكو والمترجم ناكاهاما مانجيرو على متن السفينة كانرينمارو، وأمرتهم بتفقد جزيرة أوغاساوارا وإعداد تقرير مُفصّل عن حالها، وفي الوقت نفسه، أبلغت الدول الأجنبية أن أوغاساوارا تُعد أرضًا يابانية خالصة، وقد ورد ذكر ميناء فوتامي في سجل الرحلة البحرية الرابع الذي سُطّرت فيه مشاهدات ميزونو ورفاقه
وفيما بعد، أُرسل من جزيرة هاتشوجيما ثلاثون من المستوطنين اليابانيين، ومعهم ثمانية من الحرفيين، بين نجارين وحدادين وغيرهم من أرباب المهن، فكانوا أول من استقر في جزيرة تشيتشيجيما من بني اليابان، كما قامت حكومة الشوغون تحت إشراف مانجيرو باستخدام ميناء فوتامي قاعدةً للقيام بصيد الحيتان، غير أن هجرة المستوطنين توقفت إثر تدهور العلاقات مع بريطانيا عقب حادثة ناماموجي، لكنها استؤنفت بجدية تحت حكم حكومة ميجي في عام 1876 (السنة التاسعة من عهد ميجي)، فتقدمت جهود استصلاح جزر أوغاساوارا وتوسعت، كما جرى تنظيم خطوط النقل البحري بين الجزر والبر الرئيسي، حيث كانت الرحلات البحرية ثلاث مرات سنويًا في عام 1876، وازدادت إلى أربع رحلات سنويًا في عام 1881 (السنة الرابعة عشرة من عهد ميجي). وفي المقابل، شهد ميناء فوتامي تطورات عسكرية، إذ أُنشئ فيه عام 1917 (السنة السادسة من عهد تايشو) مستودعٌ للفحم تابعٌ للبحرية، وفي عام 1941 (السنة السادسة عشرة من عهد شووا)، تمركزت وحدات من الحامية العسكرية بجزيرة تشيتشيجيما، وأقامت القوات البرية مدافع في محيط ميناء فوتامي، فغدت المنطقة حصنًا للذود عن اليابان 
وبعد أن وضعت الحرب العالمية الثانية أوزارها المحيط الهادئ، خضعت جزر أوغاساوارا لسيطرة الاحتلال الأمريكي، وبقيت كذلك حتى عام 1968 (السنة الثالثة والأربعون من عهد شووا)، حيث أُعيدت إلى السيادة اليابانية. وعند استعادتها، لم يبق من مرافق ميناء فوتامي سوى أطلال منشآت رفع البضائع التي كانت قد أقامتها حكومة طوكيو في زمن ما قبل الحرب، وبعض الأرصفة التي شيدتها القوات الأمريكية، بينما غابت مرافق ميناء الصيد غيابًا تامًا. وفي مواجهة هذا الواقع، تحركت الحكومة اليابانية لإحياء هذه الجزر، وأقرت قانون الإجراءات الخاصة بإعادة إعمار جزر أوغاساوارا عام 1969 (السنة الرابعة والأربعون من عهد شووا)، وتبِعته بإصدار قانون الإجراءات الخاصة لتنمية وتطوير هذه الجزر، فانطلقت جهود مكثفة لتطوير المرافق والبنى التحتية، واستعادة حيوية الميناء كرمز للسيادة والوصل بين البحر والبر.

### التحولات
في عام 1970 (السنة الخامسة والأربعون من عهد شووا)، انطلقت أعمال بناء مرافق الموانئ، بما شمل الأرصفة ومنشآت رفع البضائع، إيذانًا بمرحلة جديدة من التطوير. وفي 15 يونيو، تم تصنيف الميناء كأحد الموانئ المحلية، ليُمنح مكانة رسمية تعزز دوره الحيوي. وفي عام 1972 (السنة السابعة والأربعون من عهد شووا)، أُنجز الرصيف بعمق -7.5 متر وطول 115 مترًا، وأبحرت السفينة "تسوباكيمارو" التابعة لشركة الشحن أوغاساوارا، لتربط بين طوكيو وجزيرة تشيتشيجيما في أبريل، معلنة عهدًا جديدًا من الاتصال البحري. وفي عام 1973 (السنة الثامنة والأربعون من عهد شووا)، تكللت الجهود باكتمال أول منشأة رفع بضائع بعمق -3.0 متر وطول 75.5 مترًا، إلى جانب بناء صالة انتظار للركاب بمساحة 348 مترًا مربعًا. وفي أبريل، أطلقت سفينة "تشيتشيجيما مارو" خطًا بحريًا بين طوكيو وتشيتشيجيما، بينما دشنت شركة "مينامي نو شيما" سفينة "واكاشيومارو" لربط تشيتشيجيما بههاجيما. وفي عام 1975 (السنة الخمسون من عهد شووا)، ارتفع البناء مجددًا مع إنجاز ثاني منشأة رفع بضائع بعمق -3.0 متر وطول 105 أمتار، إلى جانب منصة رفع للسفن بطول 40 مترًا. وفي مايو 1976 (السنة الحادية والخمسون من عهد شووا)، انطلقت السفينة "داي ني ياي مارو"، تديرها شركة تطوير جزر إيزو، لتوفر خطًا منتظمًا بين تشيتشيجيما وههاجيما. وفي أبريل 1979 (السنة الرابعة والخمسون من عهد شووا)، شهدت المنطقة حدثًا تاريخيًا بإطلاق الجيل الأول من السفينة "أوغاساوارا مارو" بين طوكيو وتشيتشيجيما، والجيل الأول من السفينة "ههاجيما مارو" بين تشيتشيجيما وههاجيما، فصارت المياه تشهد حركة متسارعة تنبض بالحياة. وفي يونيو 1991 (السنة الثالثة من عهد هيسي)، أبحرت السفينة "ههاجيما مارو" في جيلها الثاني، تبعتها في مارس 1997 (السنة التاسعة من عهد هيسي) السفينة "أوغاساوارا مارو" في جيلها الثاني، معلنة عن مواصلة المسيرة بخطى ثابتة. وفي يوليو 2016 (السنة الثامنة والعشرون من عهد هيسي)، أُطلق الجيل الثالث من السفينة "أوغاساوارا مارو" و"ههاجيما مارو"، ليتردد صدى المحيط بتواصل لا ينقطع. [بحاجة لمصدر]

## تحية الوداع
حين تُبحر السفينة "أوغاساوارا مارو" مغادرة الميناء، تعم الأجواء احتفالات وداع مهيبة، ترتفع فيها الأيدي بالتحايا، وتتردد في الأفق أصوات الهتاف والدعاء، وتتراقص الأعلام في وداع يليق بعظمة الرحيل. قبل إبحار السفينة "أوغاساوارا مارو"، تُقام على الرصيف عروض رائعة، حيث تُقرع طبول أوغاساوارا بقوة، وتُؤدى رقصات النانبو البهية من جنوب اليابان ، ويجتمع العديد من سكان الجزيرة ليشهدوا هذا المشهد. ومن اللافت أن أصوات سكان الجزيرة لا تنطق بـ"وداعًا"، بل تُعبّر عن أمل اللقاء مجددًا بقولهم "عودوا سالمين. وفي جزيرة تشيتشيجيما، ترسخت عادة فريدة عند وداع الأحبة، حيث يُهدى المغادرون قلائد "لي" المصنوعة يدويًا بحب وإتقان، وعندما تُبحر السفينة "أوغاساوارا مارو"، يلقي الركاب هذه القلائد من فوق سطحها إلى أعماق البحر، ويُقال إنه إذا عادت القلائد إلى شاطئ الجزيرة، فإن ذلك المغادر سيعود يومًا إلى أرض تشيتشيجيما 

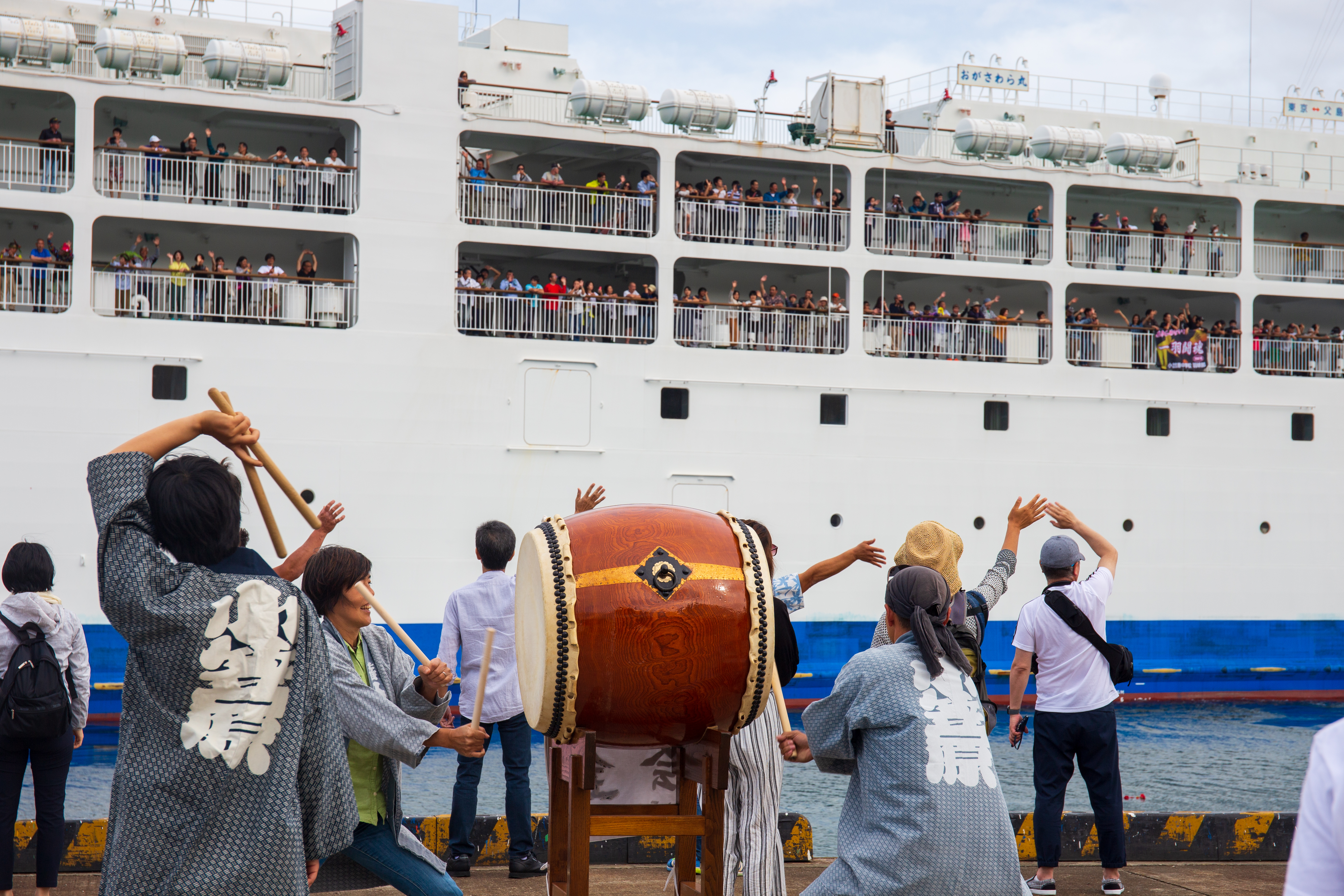
السفينة "أوغاساوارا مارو" تُودَّع على أنغام طبول أوغاساوارا
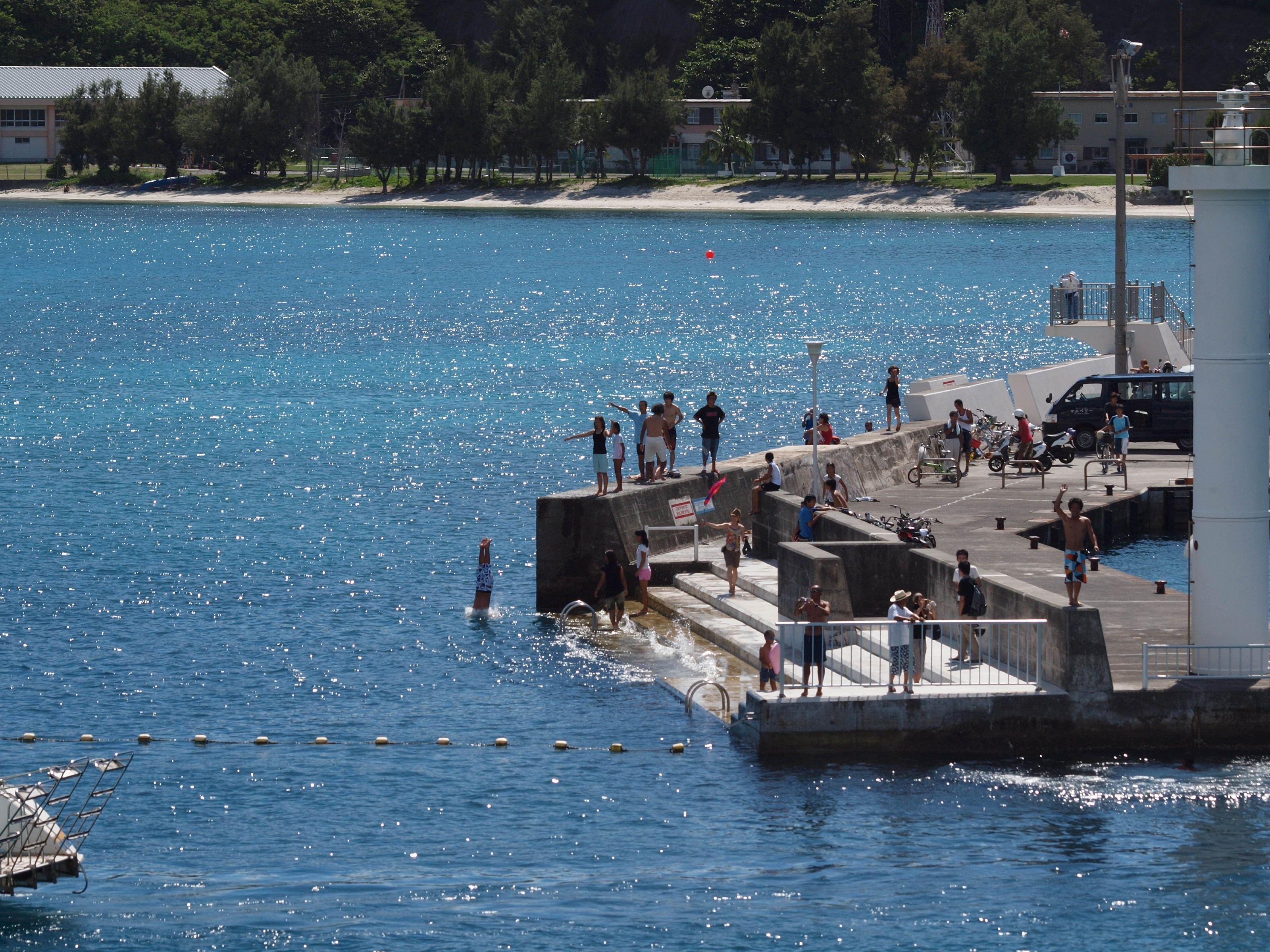
حتى على الحاجز المائي، يتجمع أهل المنطقة لتوديع المغادرين.
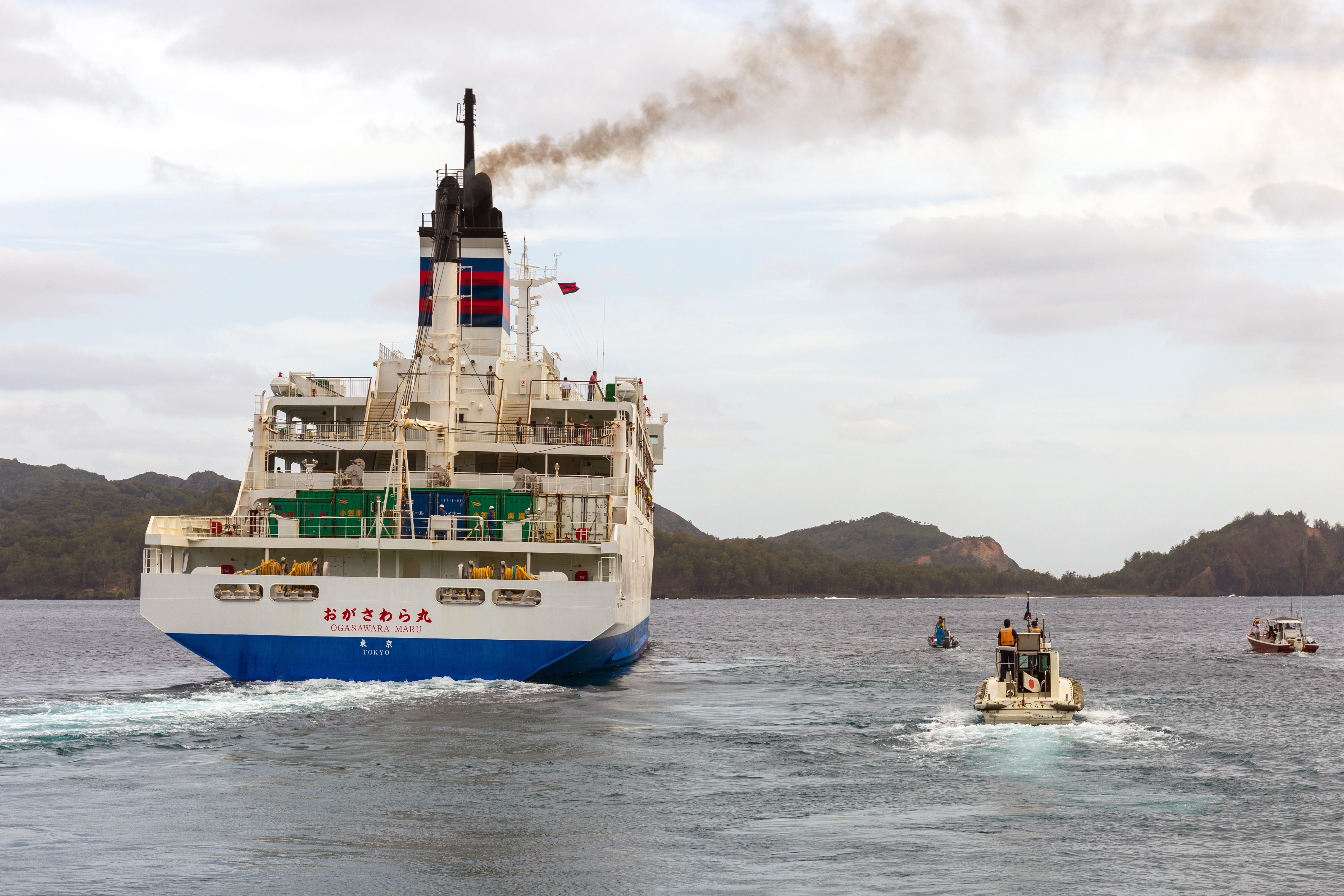
سفن التوديع تنطلق خلف السفينة "أوغاساوارا مارو" المغادرة، تلاحقها بأشرعتها المفتوحة وأصواتها المدوية
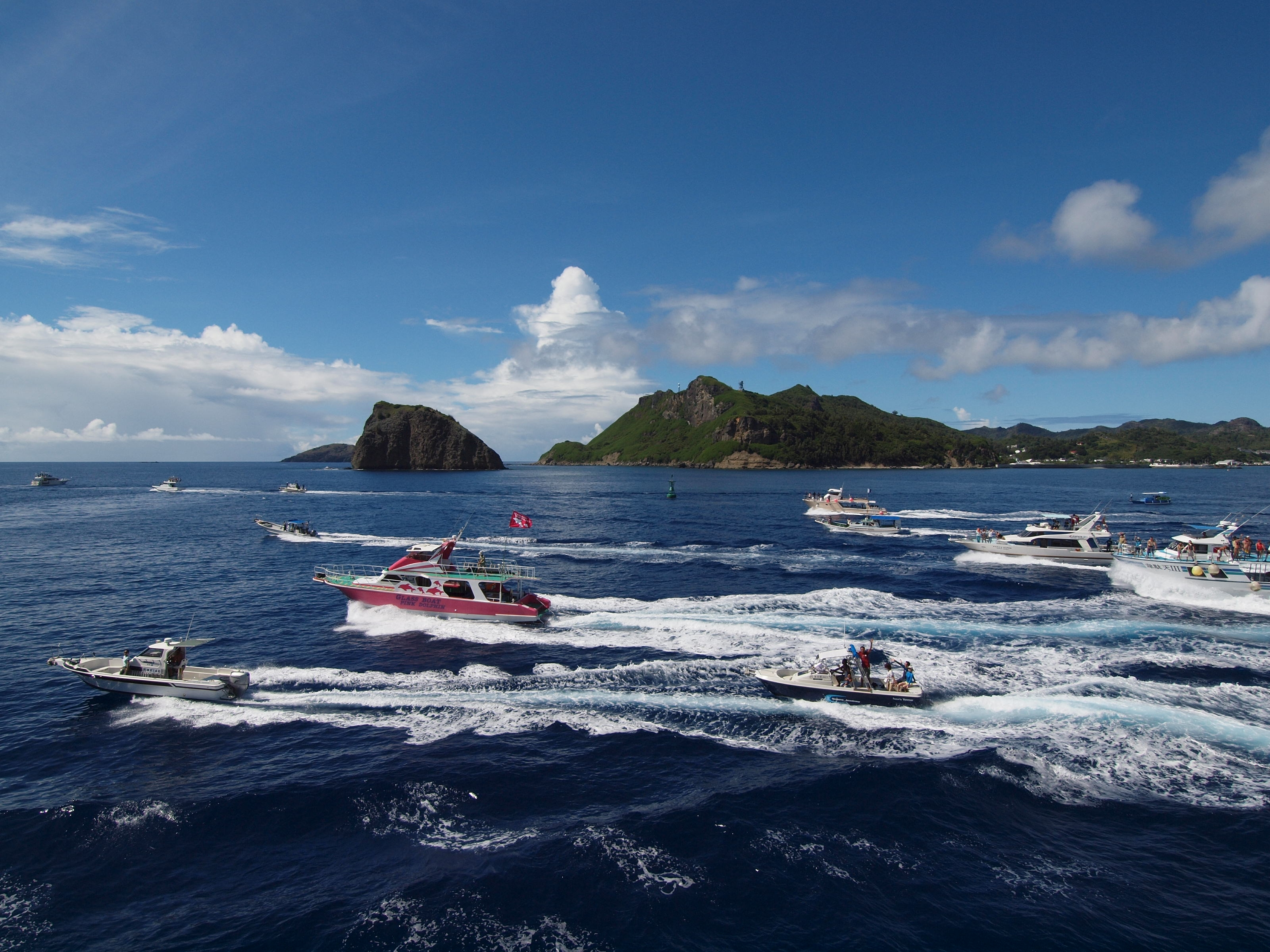
سفينة تبحر بجانب أوغاساوارا مارو لتوديعهم.

## الممار البحرية
تتعدد مسالك الملاحة المتصلة بجزر أوغاساوارا، إذ تتحرك السفن كأنها عروق تسري في جسد البحر، تربط بين اليابسة والجزر النائية، وفق نظام دقيق لا يحيد عن وجهته، فتنطلق سفينة "أوغاساوارا مارو"، التابعة لشركة أوغاساوارا للشحن، من ميناء طوكيو (مرسى تاكيشيبا) إلى ميناء فوتامي، بمعدل رحلة ذهاب وإياب كل ستة أيام تقريبًا، وإذا ما أقبلت مواسم الذروة مثل عطلة الأسبوع الذهبي والعطلات الصيفية ونهاية العام، تتسارع الوتيرة إلى رحلة كل ثلاثة أيام، كأن البحر يشتاق لحركة المراكب ويأنس بصداها، وأما السفينة "ههاجيما مارو"، التابعة لشركة تطوير جزر إيزو، فتجوب بين ميناء فوتامي وميناء أوكي في جزيرة ههاجيما، بمعدل خمس رحلات ذهابًا وإيابًا أسبوعيًا، وقد نُظم سيرها ليتوافق مع وصول ومغادرة "أوغاساوارا مارو"، وتسير سفينة الشحن "كيوشو مارو"، متحملة أثقال البضائع من ميناء طوكيو (مرسى تسوكيميشي) إلى ميناء فوتامي ثم ميناء أوكي، في رحلات غير منتظمة، لا تحمل الركاب، بل تحمل زاد الحياة ومؤن الأيام إلى تلك الجزر، وعلاوة على تلك السفن، تقصده بين الحين والآخر يخوت وسفن شحن وسفن حكومية وسياحية من البر الرئيسي لليابان، بل وحتى من خارجها، في تلاقي بين السفن الدولية، كما تبحر سفن الإمداد التابعة لقوات الدفاع الذاتي البحرية، حاملة المؤن من قاعدة يوكوسوكا، مارّة بجزيرة إيوو قبل أن ترسو في ميناء فوتامي، في حركة لا تنقطع.

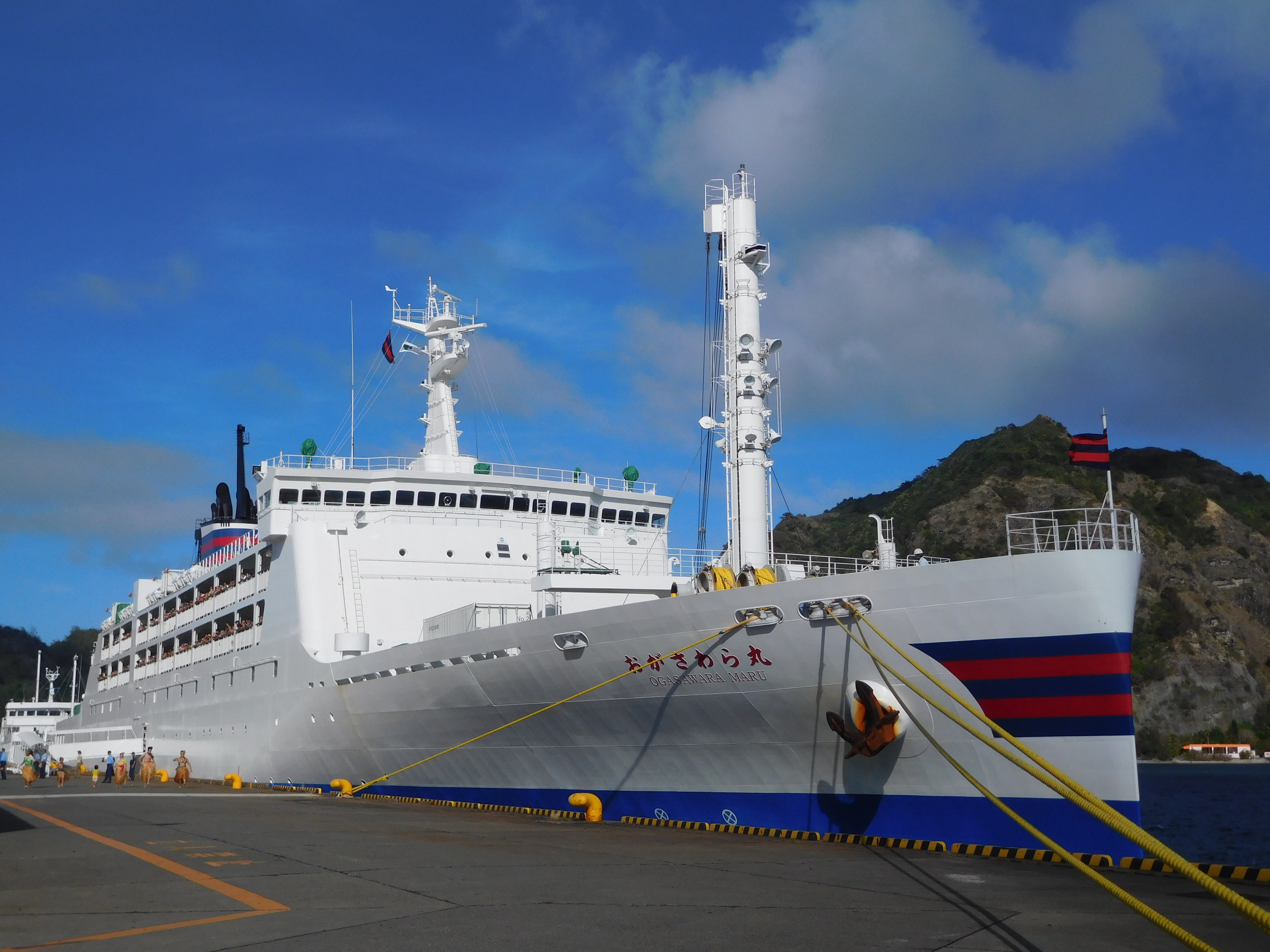
أوجاساوارامارو (الجيل الثالث)
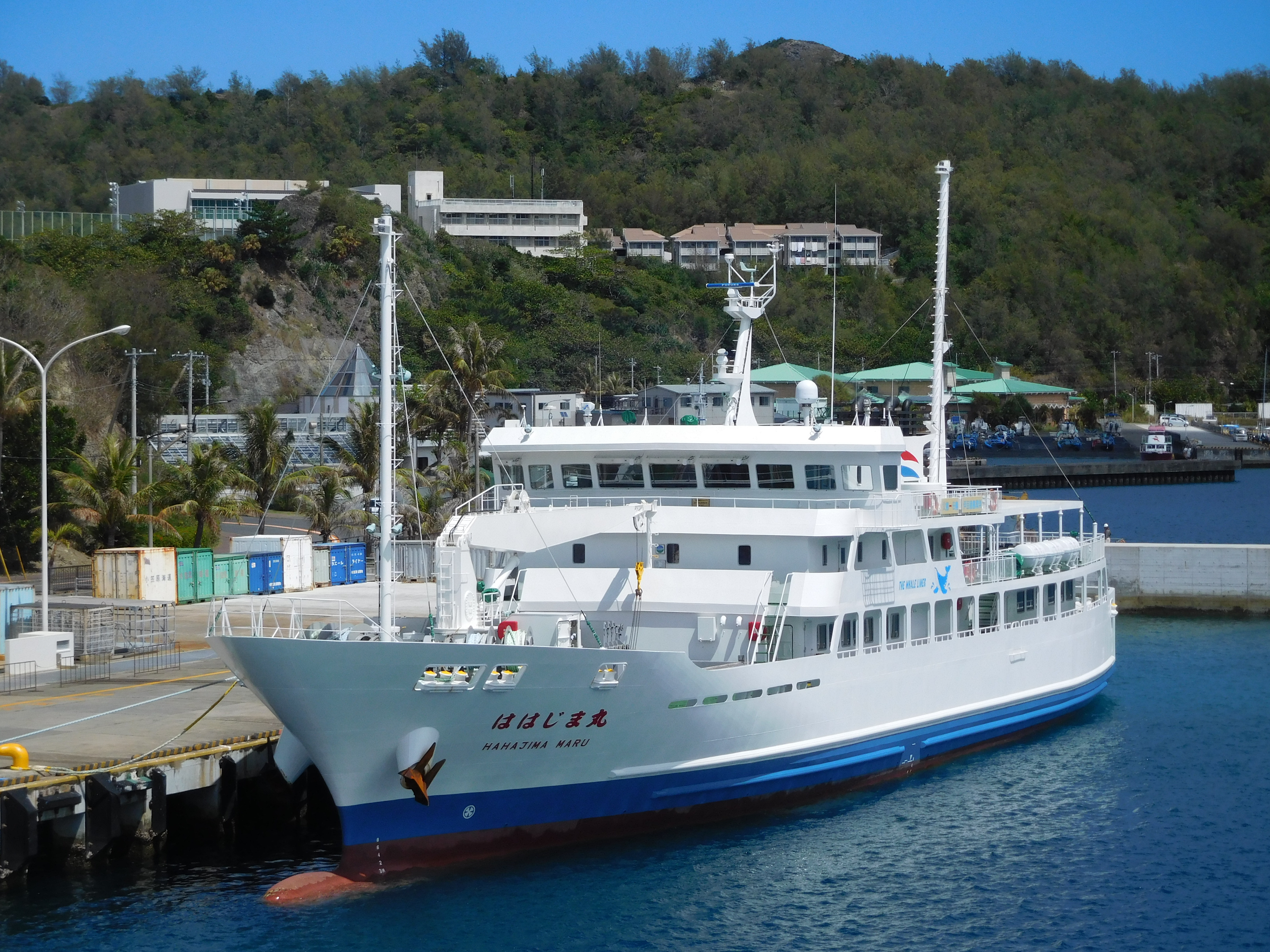
هاهاجيما مارو (الجيل الثالث)
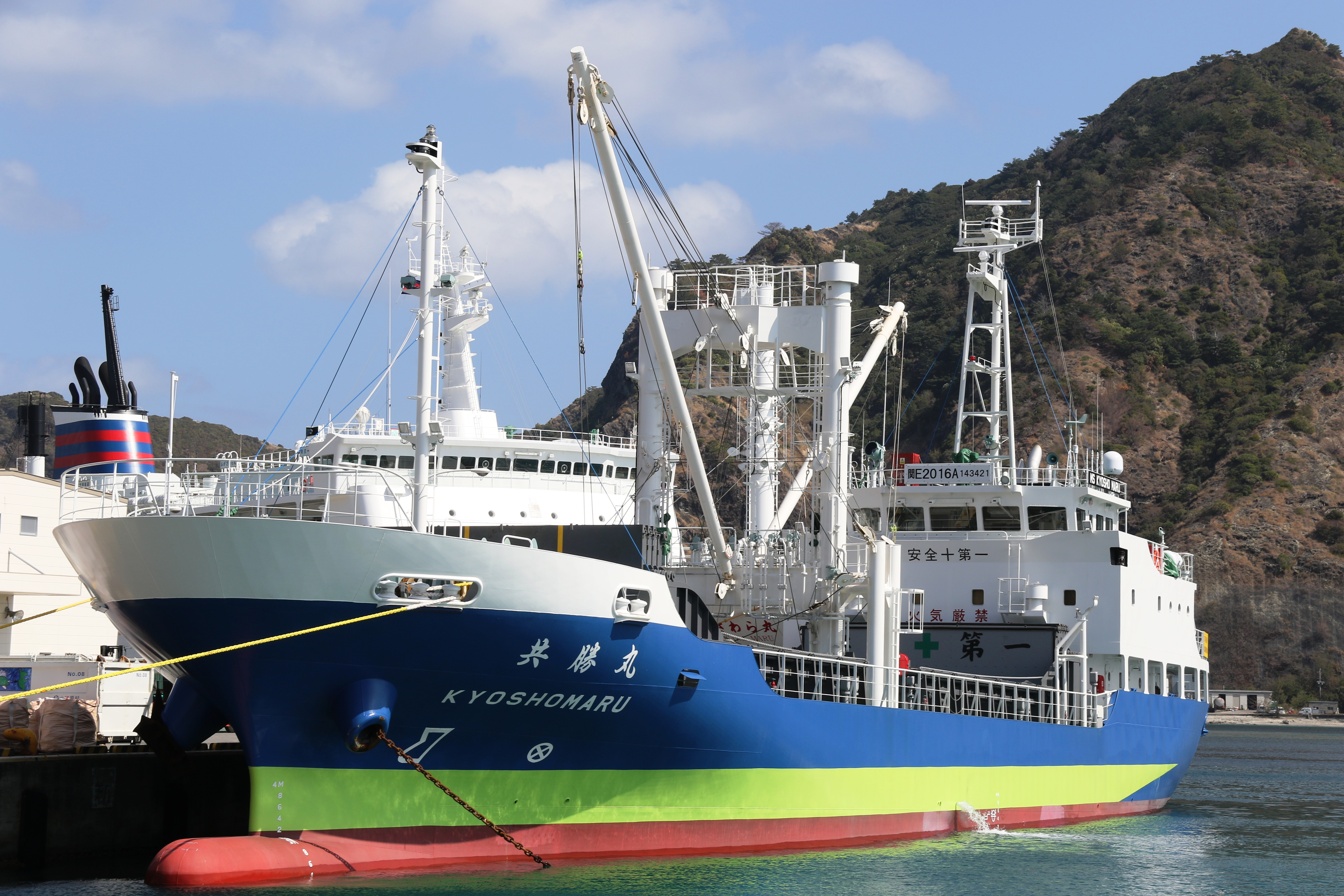
كيوشاتسومارو

## مرافق الميناء
- االرصيف البحري: (-7.5 م رصيف رئيس، -5.0 م رصيف ثانوي)، حيث تُرسو سفينة "أوغاساوارا مارو" عند الرصيف -7.5 م، بينما تُستخدم "ههاجيما مارو" وسفن الشحن الرصيف -5.0 م.
- مواقع الإرساء: أعماقها تتفاوت بين (-7.0 م، -5.0 م، -3.0 م)، مزودة بثلاث عوامات رباط قادرة على استيعاب سفن ضخمة تصل حمولتها إلى 30,000 طن.
- كاسر الأمواج: يمتد بطول 64 مترًا، تتوجّه إليه منارة تعرف باسم "المنارة الزرقاء" أو "الضوء الأزرق"، وتعدّ نقطة إنزال لقوارب منظمي الرحلات السياحية.
- منطقة التفريغ: مصممة بعمق -3.0 م، تُستخدم لتيسير عملية النقل البحري. منطقة انتظار الركاب: تتألف من مبنيين أحاديي الطابق، تبلغ مساحتهما 823 م² و117 م² على التوالي، وتحتوي على كاونتر خاص بجمعية السياحة في قرية أوغاساوارا، مفتوح في أيام رسو ومغادرة "أوغاساوارا مارو"، فضلًا عن احتوائه على ماكينة صراف آلي لبنك البريد الياباني، ويُستخدم أحيانًا لتجمعات سكان الجزر والفعاليات المحلية.
- السقيفة: مبنيان أحاديّا الطابق، بمساحات تبلغ 211.6 م² و298.1 م² على التوالي، مخصصة للاستخدامات اللوجستية.
- مخزن سياج الزيت: مبنى صغير بمساحة 24.7 م².
- مرافق إمدادات المياه: مزودة بخطوط مياه بقياسات (50 م/م، 40 م/م) لتلبية احتياجات السفن والأنشطة البحرية.
- مساحة تخزين مفتوحة: بمساحة واسعة تبلغ 7,400 م² لتخزين المعدات والبضائع.
- موقف السيارات: مساحة مخصصة للسيارات بمساحة إجمالية تبلغ 1,432 م²، تُخدم الأنشطة المختلفة في الميناء. [19]

## ميناء صيد فوتامي

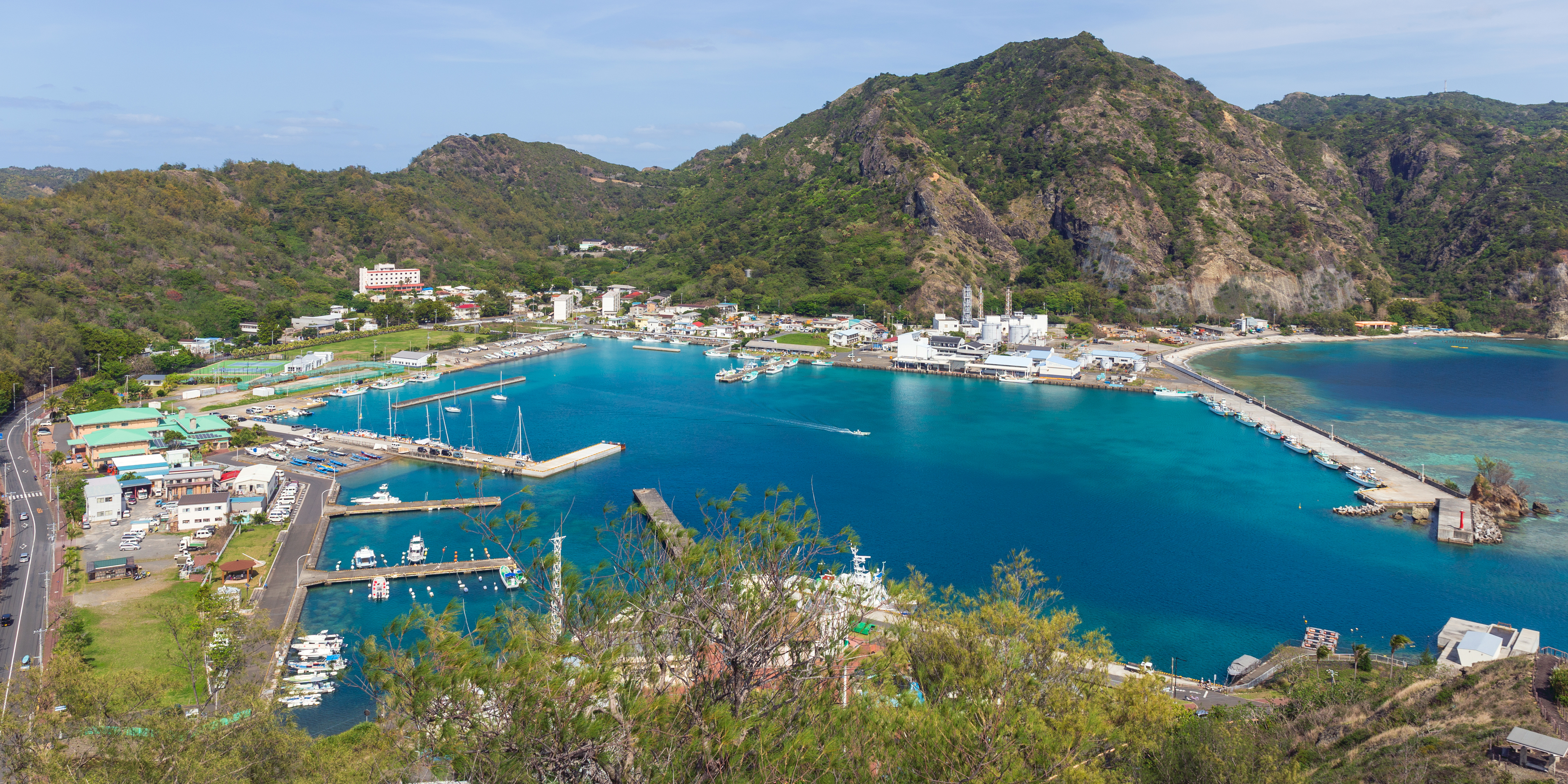
ميناء صيد فوتامي

إن ميناء فوتامي لصيد الأسماك، القابع في أقاصي ميناء فوتامي، قد كُتب له أن يُرفع شأنه ويُصنّف ضمن مرافئ الصيد ذات المرتبة الرابعة، وذلك في السادس عشر من شهر يونيو لعام 1970. فهو الان ميناء جوهري لقوارب الصيد المحلية، تُلقى فيه شباك الرجاء على أمل الظفر بخيرات البحر، وتتمثل مصادر الصيد الرئيسية فيه في سمك أبو سيف، وسمك التونة الجاحظ، وسمك التونة الصفراء، والدنيس، والحبار، والهامور الأحمر، والسلحفاة البحرية، وجراد البحر الشوكي. يُعدُّ مأوى أساسياً لقوارب الصيد التي تجوب المياه المحيطة، إذ يتميز بقدرته الفريدة على الصمود أمام تقلبات الأحوال الجوية والبحرية طوال العام. فهو الملاذ الآمن الذي تُرسي فيه قوارب الصيد العاملة في المنطقة، حصنا منيعا يحتضنها عند اشتداد العواصف. كما أنه يؤدي دوراً محورياً كقاعدة تنطلق منها قوارب المتعة وقوارب الصيد المخصصة لمشاهدة معالم المدينة، مُستحضراً في وظيفته مزيجاً من الأمان والرحابة، ليكون محوراً للحياة البحرية والنشاط السياحي في آنٍ واحد. [بحاجة لمصدر]

## وسائل النقل من هذا الميناء
يتشكل التجمع السكني الذي يُعد مركز جزيرة تشيتشيجيما حول هذا الميناء، حيث تتناثر المنازل والمحلات التجارية في محيطه. وعلى مقربة من صالة انتظار الركاب، تمتد الطريق المعروفة بـ"طريق الخليج" (طريق طوكيو 240، خط دوران تشيتشيجيما)، مشكّلة شريانًا يربط شرقي الجزيرة بغربيها، وتنتشر على جانبيه المطاعم ومحلات بيع التذكارات  تتوفر وسائل النقل العام انطلاقًا من هذا الميناء، حيث تقع محطة حافلات "صالة انتظار الركاب" التابعة لبلدية أوغاساوارا على مقربة منه، وترتبط هذه الحافلات بمرافق الجزيرة المختلفة، بما في ذلك مبنى البلدية والمواقع الرئيسية الأخرى حينما يعزم المسافر على الإقامة في مرافق الضيافة المنتشرة في أرجاء الجزيرة، فإن من عادة العاملين في تلك النُزُل أن يتأهبوا لاستقبال الوافدين عند الميناء، متزامنين في ذلك مع وصول السفينة "أوغاساوارا مارو" 

## قائمة المراجع
1. ↑  "昭和二十六年運輸省令第十三号 港湾調査規則". e-Gov法令検索 (باليابانية). デジタル庁. Retrieved 2023-12-10. {{استشهاد ويب}}: النص "和書" تم تجاهله (help)
2. ↑  "水際行政　CIQ" (باليابانية). 国土交通省小笠原総合事務所. Retrieved 2023-12-16. {{استشهاد ويب}}: النص "和書" تم تجاهله (help)
3. 1 2  "『海紀行』人とまちを支える港を訪ねて" (باليابانية). 日本埋立浚渫協会. Retrieved 2023-12-10. {{استشهاد ويب}}: النص "和書" تم تجاهله (help)
4. ↑  "交通と通信" (باليابانية). 小笠原村. Retrieved 2023-12-10. {{استشهاد ويب}}: النص "和書" تم تجاهله (help)
5. 1 2  "港の紹介" (باليابانية). 東京都小笠原支庁. Retrieved 2023-12-10. {{استشهاد ويب}}: النص "和書" تم تجاهله (help)
6. ↑  "小笠原海上保安署 ホームページ". 小笠原海上保安署 (باليابانية). 海上保安庁. Retrieved 2023-12-16. {{استشهاد ويب}}: النص "和書" تم تجاهله (help)
7. ↑  あらいたかみ (16 Jan 2020). "小笠原諸島・父島『二見湾』その名の由来は日本の聖地・伊勢にあった！" (باليابانية). 小笠原村観光局. Retrieved 2023-12-10. {{استشهاد ويب}}: النص "和書" تم تجاهله (help)
8. 1 2 3  "原色 小笠原の魂 -The Spirit of Ogasawara Islands" (pdf) (باليابانية). 小笠原諸島返還50周年記念事業実行委員会. 26 Jun 2018. Retrieved 2023-12-16. {{استشهاد ويب}}: النص "和書" تم تجاهله (help)
9. ↑  "長崎の隠れた偉人「島谷市左衛門」知って　江戸期に小笠原諸島探検に成功　顕彰会発足". 長崎新聞 (باليابانية). 長崎新聞社. 10 Dec 2021. Archived from the original on 2024-04-21. Retrieved 2023-12-16. {{استشهاد بخبر}}: النص "和書" تم تجاهله (help)
10. 1 2 3  津田葵 (1998). "今、なぜ小笠原？：社会言語学的観点からみた小笠原研究の意味することとその研究の意義". 日本語研究センター報告. 大阪樟蔭女子大学日本語研究センター ع. 6. مؤرشف من الأصل في 2023-01-10. اطلع عليه بتاريخ 2023-12-16. {{استشهاد بدورية محكمة}}: النص "和書" تم تجاهله (مساعدة)
11. ↑  安岡昭男 (15 ديسمبر 1960). "幕末の小笠原諸島をめぐる国際関係". 国際政治. 日本国際政治学会. ج. 1960 ع. 14: 72–82. DOI:10.11375/kokusaiseiji1957.14_72. ISSN:0454-2215. اطلع عليه بتاريخ 2024-01-24. {{استشهاد بدورية محكمة}}: النص "和書" تم تجاهله (مساعدة)
12. ↑  飯田則夫 (13 Apr 2016). "戦争当時の遺物がそのまま残る亜熱帯の要塞". BEST TiMES (باليابانية). ベストセラーズ. Retrieved 2023-12-16. {{استشهاد ويب}}: النص "和書" تم تجاهله (help)
13. 1 2  "管内概要 令和2年版" (pdf) (باليابانية). 東京都小笠原支庁. 2020-10. Retrieved 2023-12-10. {{استشهاد ويب}}: تحقق من التاريخ في: |تاريخ= (help) and النص "和書" تم تجاهله (help)
14. ↑  "小笠原ってどんなところ？" (باليابانية). 小笠原海運. Retrieved 2023-12-10. {{استشهاد ويب}}: النص "和書" تم تجاهله (help)
15. 1 2  野見山大地 (17 Nov 2020). "クジラもイルカもすぐそこに　船からダイブのお見送り　小笠原諸島". 朝日新聞デジタルマガジン& (باليابانية). 朝日新聞社. Retrieved 2023-12-10. {{استشهاد ويب}}: النص "和書" تم تجاهله (help)
16. ↑  詩歩 (29 May 2019). "小笠原　～片道24時間の旅を越えた先にある贅沢". 朝日新聞GLOBE+ (باليابانية). 朝日新聞社. Retrieved 2023-12-10. {{استشهاد ويب}}: النص "和書" تم تجاهله (help)
17. ↑  冨田マスオ (15 Oct 2016). "ムニンヒメツバキの島より（下）島に咲く花とレイ". 毎日新聞デジタル (باليابانية). 毎日新聞社. Retrieved 2023-12-10. {{استشهاد ويب}}: النص "和書" تم تجاهله (help)
18. ↑  "平成18年度小笠原国立公園生態系特定管理手法検討調査業務報告書" (pdf). 小笠原世界遺産センター (باليابانية). 関東地方環境事務所. 2007-03. Retrieved 2023-12-16. {{استشهاد ويب}}: تحقق من التاريخ في: |تاريخ= (help) and النص "和書" تم تجاهله (help)
19. ↑  "伊豆・小笠原諸島の港湾、漁港、空港、海岸" (pdf) (باليابانية). 東京都港湾局. Retrieved 2023-12-10. {{استشهاد ويب}}: النص "和書" تم تجاهله (help)
20. ↑  ありこ (9 Sep 2021). "出港日は何をすべき？滞在最終日の過ごし方" (باليابانية). 小笠原村観光局. Retrieved 2023-12-10. {{استشهاد ويب}}: النص "和書" تم تجاهله (help)
21. ↑  "小笠原父島 島グルメBOOK" (pdf) (باليابانية). 小笠原村観光協会. Retrieved 2023-12-10. {{استشهاد ويب}}: النص "和書" تم تجاهله (help)
22. ↑  "村営バス路線図" (pdf) (باليابانية). 小笠原村. Retrieved 2023-12-10. {{استشهاد ويب}}: النص "和書" تم تجاهله (help)
23. ↑  "港から宿泊施設まで" (باليابانية). 小笠原村観光局. Retrieved 2023-12-10. {{استشهاد ويب}}: النص "和書" تم تجاهله (help)